# Thioindigo
Le thioindigo est un composé organique organosulfuré utilisé comme pigment. Il est référencé dans le Colour Index sous le numéro C.I. 73300 avec la dénomination « C.I. Vat Red 41 » ou « Thioindigo Red B ». 
C'est un analogue structurel de l'indigo, avec les groupes imine remplacés par des atomes de soufre. Il s'agit d'une poudre cristallisée de couleur rouge à violet dont il existe deux polymorphes, tous deux du système monoclinique, du même groupe d'espace, P21/c (no  14) qui différent par l'arrangement des deux molécules dans la maille :
- le thioindigo I, qui est décrit dans le groupe d'espace P21/c, avec comme paramètres de maille a = 791(3) pm, b = 397(2) pm, c = 2041(3) et β = 93.0°[4];
- le thioindigo II, qui est décrit dans le groupe d'espace P21/n, avec comme paramètres de maille a = 398,1(3) pm, b = 2065(2) pm, c = 793,0(7) pm, β = 98,84(5)°, Z = 2 unités par maille et ϱcalculé = 1,53 pour ϱexp = 1,57 g/cm3[2].

Outre la forme trans habituelle, il existe une forme cis appelée isothioindigo, à l'équilibre avec la forme trans dans le benzène.
Le thioingio est utilisé comme pigment violet pour teindre les tissus en polyester. Il est produit par alkylation du soufre de l'acide thiosalicylique avec l'acide chloroacétique : le thioester résultant se cyclise en 2-hydroxybenzothiophène, qui peut être facilement converti en thioindigo.
La chloration du thioindigo donne du 4,7,4',7'-tétrachlorothioindigo, qui est un pigment assez couramment utilisé.